# Municipio de El Mante
El municipio de El Mante es uno de los cuarenta y tres municipios que conforman las divisiones administrativas del estado de Tamaulipas, ubicado en el noreste de México. Este municipio se encuentra en la parte sur del estado, y su cabecera municipal, así como su localidad más grande, es Ciudad Mante. Esta ciudad no solo es el centro administrativo del municipio, sino también el corazón de su vida económica y social.

## Historia
El municipio de El Mante es uno de los más recientes en el estado de Tamaulipas. Para entender su origen, es necesario seguir una cronología histórica, ya que su establecimiento ocurrió de manera natural. Por ejemplo, algunas tribus nómadas decidieron asentarse en un lugar que consideraron adecuado para satisfacer sus necesidades de vida. Con el tiempo, estos asentamientos crecieron y se consolidaron, dando lugar a la formación de un municipio que hoy en día es conocido por su dinamismo y desarrollo. La evolución de El Mante desde sus humildes comienzos hasta convertirse en un municipio formal es un testimonio de la capacidad de adaptación y resiliencia de sus habitantes.
La congregación de Palcuay, situada en la sierra de Cucharas, perteneció en tiempos del Nuevo Santander a la entonces ciudad de Horcasitas, pero en 1821, con el nacimiento de la villa de Morelos, pasó a pertenecer a esa municipalidad, junto con el resto de las antiguas porciones del Abra. Los archivos encontrados recientemente, echan por tierra la historia de que Palcuay perteneció a Magiscatzin/Horcasitas, pues el padrón de la villa de Morelos de 1854, sitúa a la rancheria como parte de lo que hoy es Antiguo Morelos. En mayo de 1860, los vecinos de Palcuay solicitaron su emancipación de Morelos, y el 19 de octubre de 1860, el gobernador Juan José de la Garza decretó el nacimiento de la villa de Quintero en honor al coronel Rafael M. Quintero, muerto en Tampico en 1858 durante la guerra de Reforma. Esta localidad sirvió como cabecera municipal hasta el 19 de abril de 1921. En esa fecha, perdió su estatus debido a un decreto (N.º 13) emitido por el Congreso del Estado de Tamaulipas, motivado por el bajo crecimiento de la población durante el gobierno del general César López de Lara.
Posteriormente, se estableció una nueva cabecera municipal con el nombre de Villa de Juárez en la antigua congregación de Canoas. Los poderes municipales que estaban en Quintero fueron trasladados a esta nueva ubicación. El nombre de Villa de Juárez fue elegido en honor a Benito Juárez, conocido como el Benemérito de las Américas. Sin embargo, no fue hasta el 28 de octubre de 1937 que, mediante el decreto N.º 116 del Honorable Congreso del Estado, promulgado por el gobernador Marte R. Gómez, Villa Juárez fue elevada a la categoría de ciudad, adoptando su nombre actual de Ciudad Mante.

## Geografía

### Hidrografía
El río Guayalejo, también conocido como Tamesí, es la principal corriente de agua en el municipio. Este río es vital para la región, ya que sus aguas alimentan diversas actividades y ecosistemas locales. Uno de sus afluentes más importantes es el río Mante, que emerge a la superficie a unos cuatro kilómetros al norte de la congregación Quintero, siguiendo la ladera de la sierra. Este punto de afloramiento es conocido como “El Nacimiento” y es un lugar popular para el esparcimiento, ya que también funciona como balneario. A medida que el río Mante avanza, se encuentra con una presa construida para facilitar la irrigación de los campos de caña de azúcar en la región, lo que demuestra la importancia del río para la agricultura local.
Además del río Mante, el río Guayalejo recibe aguas de otros afluentes significativos. Entre ellos se encuentran el río Santa Clara y el río Tantoán, este último marcando el límite sur del municipio. Otro afluente notable es el arroyo de las Ánimas, que quedó sumergido bajo las aguas de la Presa Las Ánimas. Esta presa no solo sirve como un importante vaso de almacenamiento, sino que también establece una frontera natural entre los municipios de Mante y González. La parte de la presa que se encuentra dentro del municipio de Mante abarca una extensión de 4,875 hectáreas, subrayando su magnitud e importancia.
Otra infraestructura hidráulica relevante en la región es la presa Lázaro Cárdenas. Esta presa cubre un área de 72 hectáreas y tiene una capacidad de almacenamiento de 1.8 millones de metros cúbicos de agua. Su principal función es la irrigación de 132 hectáreas de tierras agrícolas, lo que resalta su papel crucial en el apoyo a la agricultura local. La existencia de estas presas y afluentes demuestra cómo el manejo del agua es esencial para la vida y la economía del municipio, asegurando el suministro de agua para diversas necesidades humanas y agrícolas.

### Orografía
El municipio en su mayoría tiene un relieve uniforme oscilando entre 15 y 90 m s. n. m. Entre las elevaciones relevantes se tiene el ejido El Olímpico que está en la cima de la sierra de Cucharas que se encuentra al oeste del municipio y en cuya cima pasa el límite del municipio a una altitud de 800. Otras elevaciones considerablemente más bajas están en el ejido El Abra y Congregación Quintero.

### Uso del suelo
La tenencia del suelo de Mante corresponde básicamente al régimen de propiedad ejidal. El uso del suelo es principalmente, agrícola y ganadero.
- Litosol asociado con rendzina de textura fina
- Vertisol pélico, de textura pesada y textura fina.
- Fluvisol eútrico de textura media, los cuales se caracterizan por ser aptos para las actividades agrícolas y pecuaria

### Flora y fauna
La vegetación del municipio está formada por matorrales subinermes porvifolios y selva baja espinosa, este tipo de vegetación es de muy poco desarrollo en la zona.
La fauna se compone de pequeños mamíferos tales como: conejo, liebre, armadillo, venado cola blanca, jaguar, oso negro y gato montés. Abunda un animal marsupial, el único en América, llamado tlacuache (zarigüeya). Entre las aves que habitan la zona destacan el correcaminos y la tórtola, así como una cantidad considerable de aves migratorias. En cuanto insectos, en esta zona habitan una inmensa variedad por ser una zona de clima cálido y húmedo.

## Demografía
De acuerdo a los resultados del Censo de Población y Vivienda realizado en 2015 por el Instituto Nacional de Estadística y Geografía, la población total del municipio es de 106 144 personas.

### Localidades
Tiene un total de 117,648 habitantes (2015) en 1,906 km². El municipio está integrado por 201 localidades, siendo las once más pobladas y principales:
| Ciudad/Pueblo      | Habitantes |
| ------------------ | ---------- |
| Ciudad Mante       | 79 515     |
| El Limón           | 2 517      |
| Nueva Apolonia     | 2 006      |
| Los Aztecas        | 1 754      |
| Nuevo Tantoán      | 1 685      |
| Quintero           | 1 608      |
| El Abra            | 1 529      |
| Plan de Ayala      | 1 212      |
| División del Norte | 775        |
| Celaya             | 753        |
| Tantoyuquita       | 748        |

## Gastronomía
Debido a su ubicación en una región ganadera y costera del norte del país, la dieta del municipio se caracteriza por una abundancia de carnes y productos del mar. Entre los platillos más representativos se encuentran la machaca con huevo, la cecina, la barbacoa, el pescado y el queso. Este último producido localmente, siendo un componente esencial de la dieta, utilizado en una variedad de recetas, desde quesadillas hasta enchiladas. Estos ingredientes forman la base de muchas comidas tradicionales que reflejan la riqueza cultural y gastronómica de la zona. También entre las comidas típicas de la región destacan los tacos rojos y los tacos de barbacoa. Los tacos rojos, conocidos por su distintivo color debido a la salsa de chile rojo en la que se bañan las tortillas, rellenos de papa y carne.
La gastronomía del municipio no solo refleja su entorno natural y recursos disponibles, sino también una rica tradición culinaria que ha sido transmitida de generación en generación. Cada platillo cuenta una historia de la tierra y el mar, de la vida rural y costera, y de la creatividad y habilidad de sus habitantes para transformar ingredientes simples en verdaderas obras maestras culinarias. Esta dieta no solo satisface el paladar, sino que también nutre el cuerpo y el alma, celebrando la identidad y el patrimonio cultural de la región.

## Comunicaciones y transportes

### Carreteras principales
El municipio es interceptado tanto por carreteras federales como estatales y municipales. Cuenta con:
- Carretera federal N.º 85 México-Nuevo Laredo, que atraviesa el municipio con dirección norte-sur, pasando por las comunidades de El Abra, El Limón y Ciudad Mante.
- Carretera federal N.º 80, que conecta al municipio con González y la zona metropolitana de Tampico.
- Carretera Estatal de Tamaulipas 66
- 52 km de carreteras estatales para la comunicación interlocal.
- 300 km de caminos revestidos para la comunicación suburbana.

## Economía
La economía del municipio gira mayormente en torno a la agricultura (producción de caña), además de la ganadería, pequeña y mediana industria y el comercio.

### Industria azucarera
El municipio ha basado una parte significativa de su economía en la industria azucarera. Desde los años treinta, cuando se fundó la Cooperativa Ingenio Mante, la producción de azúcar ha sido un motor crucial para el crecimiento económico de la región. Aunque la cooperativa original ya no existe, la administración pasó está a cargo del conglomerado Sáenz S.A. de C.V. Bajo esta nueva gestión, la producción de azúcar continuó siendo una actividad económica vital para el municipio, contribuyendo de manera sustancial a su desarrollo y prosperidad.
En septiembre de 2020, el Grupo Pantaleon adquirió el Ingenio Mante, asegurando la continuidad de sus operaciones. Esta adquisición por parte de uno de los grupos azucareros más importantes de América Latina garantiza que la industria seguirá funcionando con normalidad, preservando los empleos y la estabilidad económica que dependen de ella. La inversión y la experiencia del Grupo Pantaleon prometen no solo mantener, sino también mejorar la eficiencia y la productividad del ingenio, lo que podría traducirse en beneficios adicionales para la comunidad local.
La industria azucarera en El Mante no solo es un pilar económico, sino también una parte integral de la identidad y la cultura del municipio. Las festividades y tradiciones locales a menudo giran en torno a las cosechas de caña y la producción de azúcar, reflejando la profunda conexión entre la comunidad y esta industria. Además, la producción de azúcar ha fomentado el desarrollo de tecnologías y prácticas agrícolas avanzadas, contribuyendo al progreso y la innovación en el sector agrícola de la región.
En resumen, la industria azucarera ha sido y sigue siendo una fuerza impulsora en la economía de El Mante. Desde sus inicios con la Cooperativa Ingenio Mante hasta su actual administración por el Grupo Pantaleon, la producción de azúcar ha traído crecimiento, estabilidad y desarrollo al municipio. La continuidad y mejora de esta industria aseguran que El Mante mantenga su posición como uno de los principales productores de azúcar en el país, beneficiando a la economía local y a sus habitantes.

#### Controversias
En mayo de 2014 estalla la huelga que se avecinaba desde 2013. La acusación en contra del Ingenio por parte de los cañeros era que solicitaban el pago de $40,000,000 de pesos por concepto de utilidades e incentivos. La huelga cesa el 10 de mayo del mismo año, después de largas negociaciones entre los cañeros y los directivos del Grupo Sáenz S.A. de C.V., sin embargo, las peticiones no fueron del todo solucionadas y en los próximos meses continuarán las negociaciones.

### Agricultura
Los principales cultivos procesados son: caña de azúcar, maíz, frijol, arroz, sorgo, cártamo, soya y agave azul. A lo largo de la historia ha ocupado destacados lugares a nivel nacional en la cosecha de: tomate, algodón, caña de azúcar, mango, madera, maíz y sorgo entre otros.

## Política
La elección de diputados locales al Congreso de Tamaulipas y de diputados federales a la Cámara de Diputados de México el municipio de El Mante se encuentra integrado en los siguientes distritos electorales:

### Local
- XVII Distrito Electoral Local de Tamaulipas con cabecera en Ciudad Mante.

### Federal
- VI Distrito Electoral Federal de Tamaulipas con cabecera en Ciudad Mante.

### Presidentes municipales[18]
| Nombre | Nombre                               | Mandato       | Partido |
| ------ | ------------------------------------ | ------------- | ------- |
|        | Florencio Muñiz Figueroa             | 1919          |         |
|        | Víctor Saavedra Enríquez             | 1925          |         |
|        | Maximiliano Martínez Mayorga         | 1927          |         |
|        | Lisandro Guevara Lozano              | 1931-1932     |         |
|        | Ramón Salazar de la Garza            | 1935-1936     |         |
|        | Simón Vázquez                        | 1937-1939     |         |
|        | Zeferino Pomares                     | 1939-1940     |         |
|        | Juan de Dios Díaz                    | 1941-1942     |         |
|        | José J. Alvarado                     | 1943-1945     |         |
|        | Casimiro Barron                      | 1946-1948     |         |
|        | Patricio Reyna                       | 1949-1951     |         |
|        | José Sierra Garza                    | 1952-1954     |         |
|        | Tristán C. Canales                   | 1954-1957     |         |
|        | Roberto García Domínguez             | 1957-1960     |         |
|        | Juventino Roque Zúñiga               | 1960-1962     |         |
|        | Saúl Martínez Castillo               | 1963-1965     |         |
|        | Juvencio Treviño Salinas             | 1966          |         |
|        | Othón Guerra Hinojosa                | 1966-1968     |         |
|        | Abelardo Osuna Cobos                 | 1969-1971     |         |
|        | Onésimo García Osorio                | 1972-1974     |         |
|        | Roberto Ramiro Caballero             | 1975-1977     |         |
|        | Ines Muñiz Ochoa (interino)          | 1977          |         |
|        | Enrique Cano González                | 1978-1980     |         |
|        | Lauro Saavedra García                | 1981-1983     |         |
|        | Roberto Cárdenas Guevara             | 1984-1986     |         |
|        | Florentino Aarón Sáenz Cobos         | 1987-1989     |         |
|        | Carmen Mendoza Aguilar (interina)    | 1989          |         |
|        | Jesús Juan Rojas Martínez (interino) | 1989          |         |
|        | Ubaldo Guzmán Quintero               | 1990-1992     |         |
|        | Javier Villarreal Salazar            | 1993-1995     |         |
|        | José Ernesto Manrique Villarreal     | 1996-1997     |         |
|        | José Luis Cruz Vázquez (interino)    | 1997-1998     |         |
|        | Javier Villarreal Terán              | 1999-2001     |         |
|        | Luis Merced Garza Flores (interino)  | 2001          |         |
|        | Fernando Pedraza Chaverri            | 2002-2004     |         |
|        | José Luis Castellanos González       | 2005-2007     |         |
|        | Héctor López González                | 2008-2010     |         |
|        | Humberto Flores Dewey                | 2011-2013     |         |
|        | Pablo Alberto González León          | 2013-2016     |         |
|        | Juan Francisco Leal Guerra           | 2016-2018     |         |
|        | José Mateo Vázquez Ontiveros         | 2018-2021     |         |
|        | Edgar Noé Ramos Ferretiz             | 2021-2024     |         |
|        | Sergio Fernández Medina (Interino)   | 2024          |         |
|        | Martha Patricia Chío de la Garza     | 2024-presente |         |

## Zonas de interés turístico
El municipio cuenta con diferentes áreas muy apropiadas para practicar deportes extremos y ecoturismo. Así como también cuenta con edificios históricos y con amplias áreas de esparcimiento.

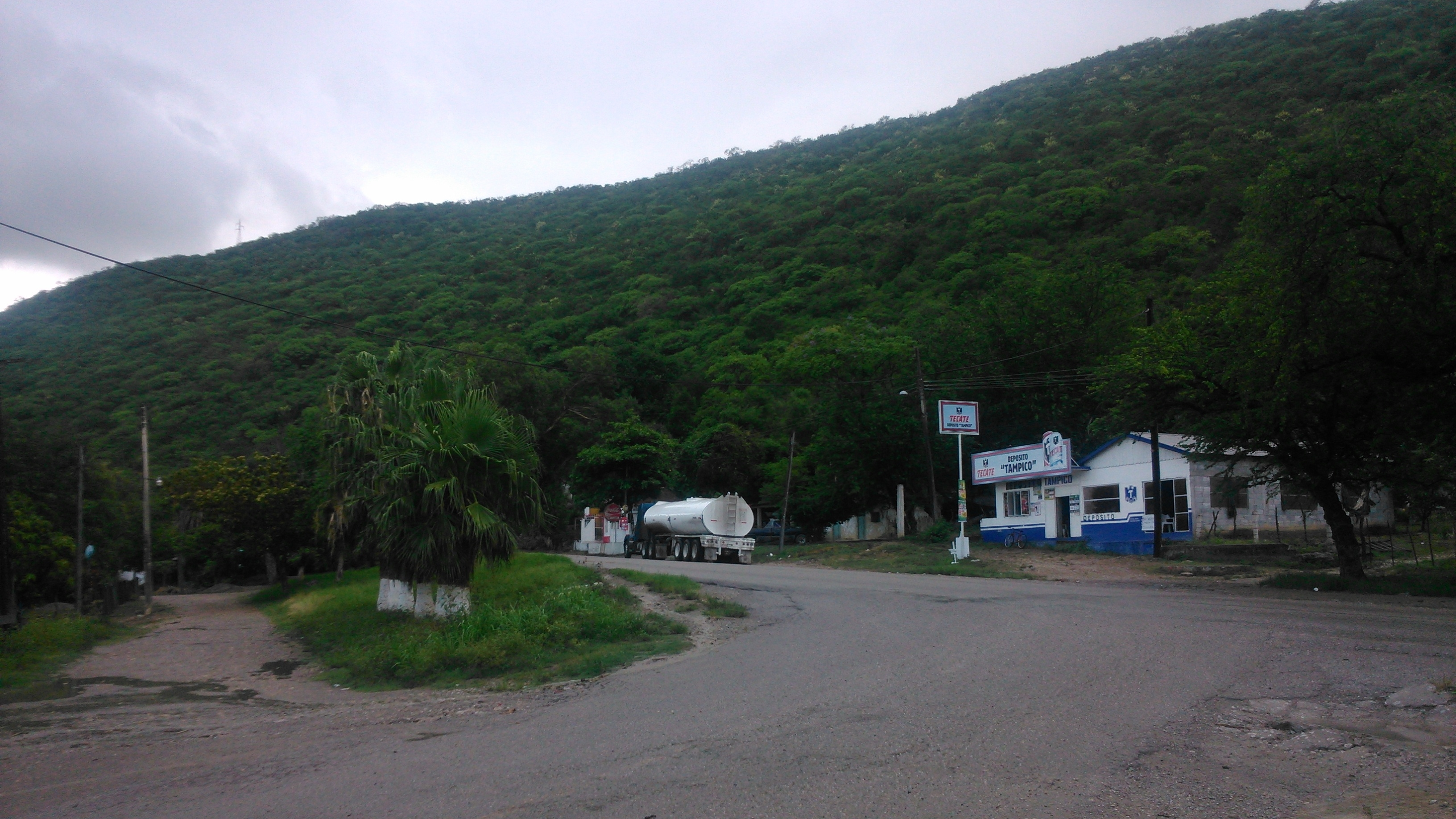
Sierra de cucharas, en el Abra.

- La Cueva del Abra ubicada en la localidad de Praxedis Guerrero municipio de Antiguo Morelos, a las faldas de la sierra y las Grutas de Quintero[19] son dos cavidades de la sierra de Cucharas y son sin duda las mejor conocidas y más visitadas de esta región. En la cueva del Abra vale la pena admirar el sótano que se encuentra al fondo de la misma y cuyo tiro de entrada es de 116 metros. Fue descendido parcialmente por espeleólogos de San Antonio (Texas) en 1956, en la gruta de Quintero podemos observar al caer la tarde el espectáculo que nos brindan miles de murciélagos que salen para alimentarse en los alrededores.
- Cerro del Bernal de Horcasitas es un singular cerro ubicado en las cercanías de Mante, símbolo en el escudo de armas del estado puede ser observado en todo su esplendor por los viajeros que circulan por la carretera hacia Tampico, o en la famosa curva del abra ubicada en la sierra de cucharas viniendo de ciudad Valles desde este lugar donde hay un descanso también se aprecia en todo su esplendor el valle del Mante y si la visibilidad lo permite pueden observarse los cerros en el municipio de Xicoténcatl y Gómez Farías dando una vista espectacular de la ciudad y del municipio, la altitud máxima del cerro del bernal alcanza los 820 metros. Este monumento natural se eleva completamente aislado sobre la gran planicie costera del sur tamaulipeco, no encontrando ningún otro sistema montañoso a menos de 45 km.
- La antigua Estación del Tren de El Mante, ubicada en la Zona Centro de la ciudad. Fue un referente de progreso para el municipio ya que proporcionaba transporte de carga y pasaje. El servicio fue suspendido a principios de los años 80 dejando solo el edificio de recuerdo.[20]
- El Nacimiento[21][22] del río Mante, este lugar se encuentra tan solo a 11 km del centro de ciudad mante, siendo sus caminos de terracería accesibles todo el tiempo. Ver como brota un magnífico manantial de las rocas de la sierra de Cucharas, constituye un espectáculo novedoso y edificante. Es el sitio turístico por excelencia donde pueden disfrutar con toda la familia de un maravilloso día de campo, se puede practicar natación, o bien, relajarse con un paseo en lancha. La cueva del Nacimiento, es de donde brota el agua que da origen al río Mante, en ella se puede practicar buceo de profundidad y buceo espeleológico pues se tiene el dato de que la profundidad es mayor a 200 m. No se ha logrado determinar la profundidad total ya que la grieta es muy estrecha en muchas partes, restringiendo el descenso.
- Museo Adela Piña Galván, ubicado en el "salón de los murales" del antiguo edificio de los trabajadores del ingenio "Lic. Lázaro Cardenas" (actualmente conocido como el Instituto Regional de Bellas Artes) cuenta con un acervo arqueológico de más de 5000 piezas de la cultura huasteca, además de resguardar el mural monumental "La Creación de la armonía" del pintor veracruzano Ramón Cano Manilla.
- Museo de Celaya, es un lugar donde se preservan algunas de las piezas arqueológicas encontradas en la zona. Se ubica en el poblado de Celaya al sur de Ciudad Mante.
- La Aguja[23][24] es otro popular balneario a 7 km de la ciudad, se creó con la construcción de una presa sobre el Río Mante, la cual sirve para irrigar los grandes cañaverales de la región. Esta obra se construyó entre 1927 y 1929 y el 9 de agosto de 1929 fue su inauguración. De aquí se puede navegar aguas arriba hasta llegar al nacimiento.
- Castillo de Nueva Apolonia,[25] edificio construido en el siglo XVIII que perteneció a la inmensa hacienda "El Naranjo". Fue famosa en sus tiempos pues recibió visitantes distinguidos como el General Porfirio Díaz. Se ubica al sur del municipio en la frontera con el estado de Veracruz en el poblado de la Nueva Apolonia.
- El Cielo,[26] zona ecológica protegida por la ONU, el estado de Tamaulipas y administrada por la Universidad Autónoma de Tamaulipas (UAT) se encuentra en el municipio vecino de Gómez Farías, más es muy accesible desde Ciudad Mante. Comprende 144,530 ha y constituye un paraíso por la gran cantidad de especies que alberga: aproximadamente 175 especies distintas de aves migratorias y 225 aves residentes, algunos anfibios y mamíferos, como venado cola blanca, jaguar y oso negro; esto es posible debido a sus condiciones topográficas, climatológicas y biológicas de esta zona ecológica. Esta reserva tiene 4 ecosistemas diferentes que han estado aislados de la alteración típica del hombre, alberga especies de fauna y flora únicas en el mundo. Río Guayalejo

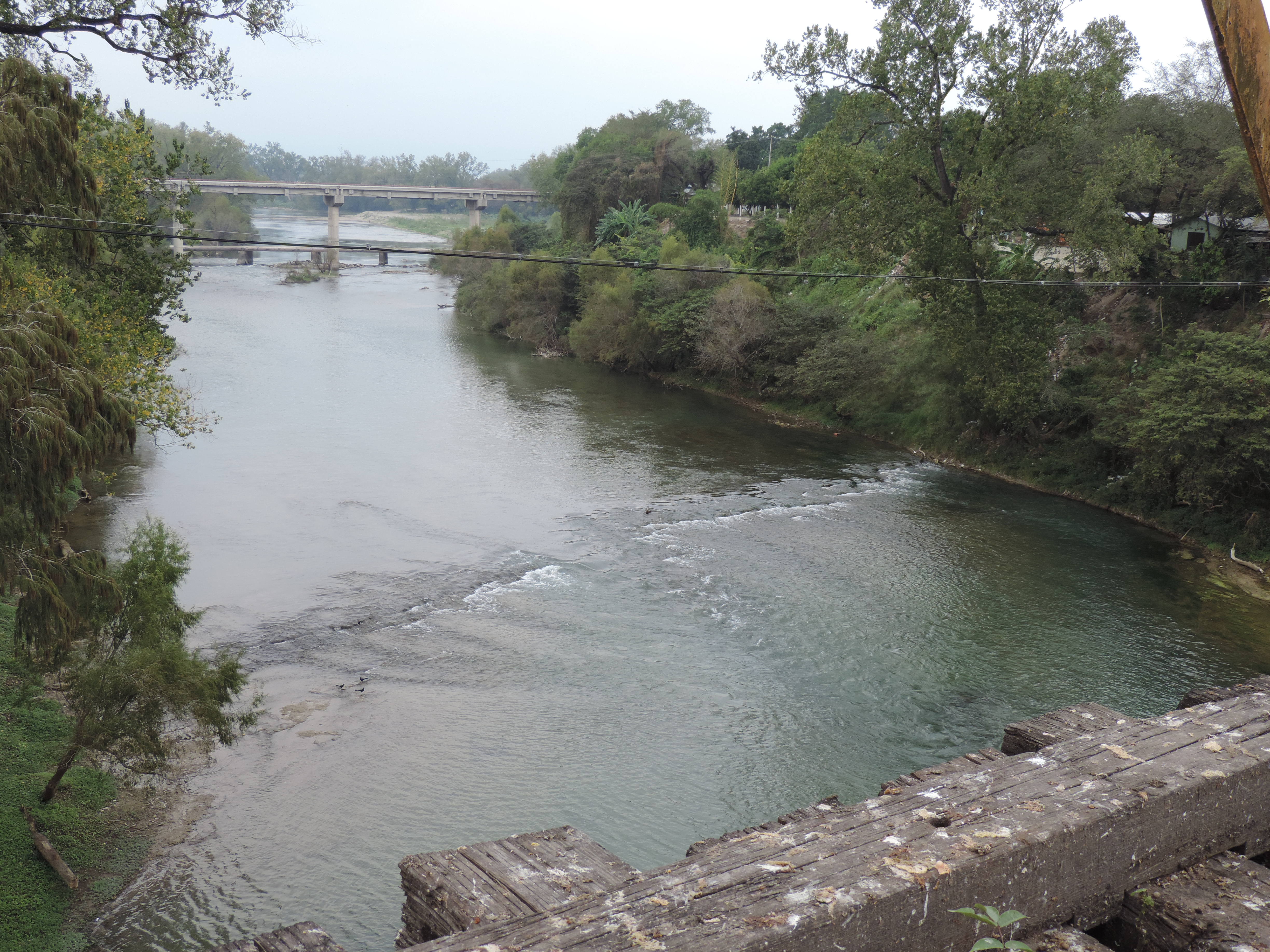
Río Guayalejo

- El Cañón de la Servilleta,[27] localizado en los límites de los municipios de Gómez Farías y El Mante, parte en dos a la Sierra de Cucharas y nos muestra en su lecho la historia prehistórica con restos fósiles en las rocas de piedra caliza; así mismo cuenta con unas grutas en la parte alta, las cuales tienen acceso antes de llegar al Río Comandante y donde se encuentran pinturas rupestres. Se puede nadar y practicar rapel en sus altas pendientes que alcanzan más de 80 m de altura.[28]
- Las playitas de El Limón[29] y el puente del ferrocarril, ubicadas al norte del municipio sobre la carretera 85 México-Laredo y que colinda con Xicoténcatl y el Río Guayalejo.